# Альмединген, Алексей Николаевич
Алексе́й Никола́евич Альмеди́нген (23 февраля [7 марта] 1855, Великорецкое, Вятская губерния — 30 ноября [13 декабря] 1908, Царское Село, Санкт-Петербургская губерния) — генерал-майор русской императорской армии; издатель, редактор, журналист и педагог; брат Александра и Екатерины Альмединген.

## Биография
Родился 23 февраля (7 марта) 1855 года в селе Великорецкое Вятской губернии; из дворян. С 8 лет воспитывался в семье Екатерины Алексеевны Сысоевой, сестры его отца, Николая Алексеевича Альмедингена.
С 1863 года учился в частной немецкой школе в Твери, в 1873 году окончил Тверскую гимназию, в 1875 — Константиновское артиллерийское училище в Петербурге. С 1875 года служил офицером в Кронштадтской крепостной артиллерии, затем — в школе для донских казаков в Петербурге, в главном артиллерийском управлении. Одновременно в течение двух лет в качестве вольнослушателя посещал лекции в университете (по гуманитарным наукам и высшей математике) и в Военно-медицинской академии.
В 1882 году поступил в Военно-юридическую академию в Петербурге, по окончании которой (1885) непродолжительное время служил в Виленском военном окружном суде, после чего вернулся в главное артиллерийское управление, где с 1889 года занимал должность начальника отделения (судная часть). В начале 1908 года был произведён в генерал-майоры, в октябре вышел в отставку по состоянию здоровья.
По отзыву сослуживцев по Главному артиллерийскому управлению, А. Н. Альмединген в высшей степени добросовестно относился к порученному ему служебному делу — заведованию судной частью, обладал стойкостью и независимостью убеждений, беспристрастием и точностью мышления.
Скончался 30 ноября (13 декабря) 1908 года, похоронен на кладбище Новодевичьего монастыря в Петербурге.

### Семья
Жена — Екатерина Николаевна (урожд. Сысоева), приходилась мужу троюродной сестрой; издавала журналы «Воспитание и обучение», «Родник», «Солнышко» после смерти мужа. Их дети:
- Наталья (1883—1943) — педагог, литератор, историк, профессор[5][7],
- Татьяна (1885—1942) — соредактор журналов «Родник», «Солнышко», автор и составитель книг для детей[7][8],
- Борис[8].

## Издательская и педагогическая деятельность
В 1880 году вместе с Е. А. Сысоевой приобрёл детский и педагогический журнал «Воспитание и обучение», преобразованный в 1882 году в иллюстрированный журнал для детей «Родник», в котором состоял редактором. В 1888 году при «Роднике» создал журнал для учеников народных школ «Читальня народной школы». С 1905 года издавал новый журнал для народных школ «Солнышко», создав для него особую программу и сделав его по цене доступным для самых бедных школ. К сотрудничеству в этих журналах привлек В. П. Авенариуса, В. М. Гаршина, Н. Н. Каразина, Я. П. Полонского, позднее — Ал. Алтаева (Ямщикову), Д. В. Григоровича, А. И. Куприна, Д. Н. Мамина-Сибиряка, М. М. Пришвина, К. М. Станюковича и др., а также художников Е. М. Бем, Е. П. Самокиш-Судковскую и др., что позволило сделать «Родник» одним из лучших детских журналов России. Иногда печатался в своих журналах под псевдонимом Ген, в 1906 году опубликовал отдельным изданием пьесу «Вопросы чести» (совместно с Л. Г. Ждановым). Также, в 1888 году издавал журнал «Читальня народной книги» (приложение к «Роднику»), в 1907—1908 — «Библиотеку „Родника“».
В 1884 году стал одним из учредителей Санкт-Петербургского родительского кружка при Педагогическом музее военно-учебных заведений, созданного для обсуждения вопросов воспитания и обучения; участвовал в работе отдела критики и библиографии детской литературы при Педагогическом музее; инициировал создание при библиотеке музея отдела детских книг.
Заведовал изданием «Энциклопедии семейного воспитания и обучения» (1898), был одним из организаторов детского общества по охране птиц, животных и природы «Майский союз» (1898); участвовал в издании газеты «Военный голос» (1906), содействовал изданию книг.
Состоял членом правления «Кассы взаимопомощи литераторов и учёных».

### Избранные публикации
- Настольная книга для земских участковых начальников, волостных судов, городских судей и уездных членов окружных судов / Сост. А. Н. Альмединген. [Ч. 1]-2. — СПб. : скл. изд. у составителя, 1889—1890. — 2 т.
  -  — 2-е изд., доп., заключающее в себе все узаконения, вышедшие по окт. месяц 1890 г. — СПб. : скл. изд. у составителя, 1890. — 2+310+4 с.
  -  — 3-е изд., доп., заключающее в себе все узаконения, вышедшие по авг. месяц 1891 г. — СПб. : скл. изд. у составителя, 1891. — 6+4+352 с.
  -  — 4-е изд., соверш. перераб. и доп. всеми новейшими узаконениями и разъяснениями. — СПб. : Н. К. Мартынов, 1895. — 216+268+4 с.
- Жданов Л. Г., Альмединген А. Н. Вопросы чести : Пьеса из воен. быта : В 4 д. и 5 карт. — СПб. : Худож. типо-лит. А. К. Вейерман, 1906. — 102 с.
- Масальский В. И., Альмединген А. Н. Виноградная болезнь мильдиу и ее лечение : Сост. по соч. проф. Виала кн. В. И. Массальский и А. Н. Альмединген. — СПб. : тип. Шредера, 1888. — [4], 20 с. — (Общедоступное издание журнала «Русский винодел»)

редактор
- Сборник «Родника» : Стихотворения, проза, рисунки / ред.: В. П. Авенариус, Д. Н. Кайгородов, А. Н. Альмединген, Н. Н. Каразин. — СПб. : худож. тип. А. К. Вейерман, 1904—1905. — 12+204 с.

## Комментарии
1. ↑  По другим данным — 25 февраля (9 марта) 1855[1].
2. ↑  В частности, указывается участие А. Н. Альмедингена в издании следующих книг[2]:
  - «Что читать детям до школьного возраста?»
  - Демянский В. В. О первоначальном преподавании игры на фортепиано в семье / «Родит. кружок» при Пед. музее В.У.З. в СПб. — СПб. : типо-лит. Ю. Я. Римана, 1896. — 37 с.